# U 12 (U-Boot, 1935)
U 12 war ein deutsches U-Boot vom Typ II B, das im Zweiten Weltkrieg von der Kriegsmarine eingesetzt wurde.

## Geschichte
Der Auftrag für das Boot wurde am 20. Juli 1934 an die Germaniawerft in Kiel vergeben. Die Kiellegung erfolgte am 20. Mai 1935, der Stapellauf am 11. September 1935, die Indienststellung unter Oberleutnant zur See Werner von Schmidt am 30. September 1935.
Nach der Indienststellung gehörte U 12 bis August 1939 als Einsatzboot und später als Reserveboot zur Flottille „Weddigen“ und dann ab 1. September 1939 als Frontboot zur U-Flottille „Lohs“.
U 12 unternahm zwei Feindfahrten, auf denen es keine Schiffe versenken oder beschädigen konnte.

## Einsatzgeschichte

### Erste Feindfahrt
Das Boot lief am 25. August 1939 um 4:30 Uhr von Wilhelmshaven aus und am 9. September 1939 um 18:00 Uhr wieder dort ein. Auf der neun Tage dauernden Unternehmung in das Gebiet der Großen Fischerbank in der Nordsee wurden keine Schiffe versenkt.

### Zweite Feindfahrt
Das Boot lief am 23. September 1939 von Wilhelmshaven aus und meldete sich danach nicht mehr.

## Verbleib
Das Boot geriet wahrscheinlich am 5. Oktober 1939 im Ärmelkanal vor Dover, ungefähr an der Position 51° 10′ N, 1° 30′ O im Marine-Planquadrat AN 7994, in eine britische Minensperre, lief auf eine Mine und sank. Die genaue Position des Untergangs ist nicht bekannt, da das Boot mit der gesamten Besatzung von 27 Mann unterging. Die Leiche des Kommandanten, Dietrich von der Ropp, wurde am 8. Oktober 1939 bei Dünkirchen angeschwemmt. Bei ihrer Untersuchung konnte man feststellen, dass sie ungefähr drei Tage im Meer getrieben hatte. Demnach muss das Boot am 5. Oktober 1939 gesunken sein.
Das Wrack ist durch den britischen Protection of Military Remains Act von 1986 als Protected Place geschützt. Damit darf es, wenn es lokalisiert wird, zwar von außen durch Taucher betrachtet werden, aber das Eindringen oder das Sammeln von Souvenirs ist verboten. Das U-Boot wurde dazu von den deutschen Behörden stellvertretend für alle in britischen Hoheitsgewässern liegenden deutschen Kriegsschiffswracks vorgeschlagen.